# Elezioni presidenziali in Islanda del 2004
Le elezioni presidenziali in Islanda del 2004 si tennero il 26 giugno.

## Quadro politico
L'attuale Presidente, Ólafur Ragnar Grímsson, fu eletto la prima volta nel 1996 con il 40,9% dei voti, in un'elezione con affluenza all'85,9% degli aventi diritto e con quattro candidati. Nel 2000, fu rieletto senza opposizione. Quando Ólafur Ragnar Grímsson annunciò la propria intenzione di ottenere un altro mandato nel 2004, si presentarono altri due candidati:
- Ástþór Magnússon, uomo d'affari e attivista pacifista, che ottenne il 2,6% dei voti alle elezioni del 1996 e che non riuscì ad ottenere i 1.500 sostenitori necessari per presentarsi alle elezioni del 2000;
- Baldur Ágústsson, sconosciuto al pubblico.

Diversamente dalle elezioni parlamentari in Islanda, le elezioni presidenziali non si svolgono sulla base dei partiti politici: i candidati cercano invece di utilizzare la propria personalità per attrarre i votanti, e per apparire come simbolo vivente dell'unità nazionale.
Per tradizione, la presidenza è una carica quasi interamente senza poteri, dato che i presidenti non hanno quasi mai utilizzato i poteri conferiti loro dalla Costituzione dell'Islanda, ed esercitando solo autorità morale. Ólafur Ragnar Grímsson, invece, espresse il desiderio di far svolgere una discussione pubblica sul ruolo del Capo di Stato. Fatto senza precedenti nella storia della Repubblica d'Islanda, il 2 giugno 2004 Grímsson pose il veto su una legge sulla proprietà dei media approvata dall'Althing (il Parlamento). Davíð Oddsson, che all'epoca era il Primo ministro, sostenne che il veto era interessato, in quanto la figlia del Presidente lavorava per il Gruppo Baugur, che aveva recentemente acquisito circa la metà dei media nazionali. Ci fu pertanto la possibilità che Grímsson potesse non essere rieletto a causa della controversia; la questione ebbe effettivamente un effetto sul voto, dato dall'altissimo numero, mai verificatosi, di schede bianche (il 20,6% del totale), che fu letto come protesta contro il veto.

## Risultati
| Candidati              | Partiti      | Voti    | %     |
| ---------------------- | ------------ | ------- | ----- |
| Ólafur Ragnar Grímsson | Indipendente | 90 662  | 85,60 |
| Baldur Ágústsson       | Indipendente | 13 250  | 12,51 |
| Ástþór Magnússon       | Indipendente | 2 001   | 1,89  |
| Totale                 | Totale       | 105 913 | 100   |